# Sacurus
Os sacurus são um grupo indígena brasileiro, provavelmente do tronco tupi, que habitava o Norte Fluminense.
Cronistas dos séculos XVIII e XIX, que percorreram a região, como Couto Reys monsenhor Francisco Pizarro e J. Norberto, denominaram os indígenas que viviam entre os rios São Pedro e Macabu de sacurus, sucurus ou saruçus.
Geograficamente a região entre esses rios corresponde hoje ao município de Conceição de Macabu.